# Pino Palladino
Giuseppe Henry Palladino, detto Pino (Cardiff, 17 ottobre 1957) è un bassista, compositore e produttore discografico britannico, molto attivo nel panorama del rock e della fusion internazionale, noto soprattutto per la sua militanza da turnista nella band The Who, iniziata dopo la morte del membro fondatore John Entwistle.

## Biografia
Nato in Galles da padre di Campobasso e madre gallese, si avvicinò al basso elettrico nel 1973, dopo aver fatto pratica per qualche tempo con la chitarra elettrica. Nel 1978 ha cominciato a suonare nel gruppo di supporto dei programmi di una emittente televisiva locale. Nel 1980 è entrato nel gruppo di Jools Holland e ha partecipato alla registrazione dell'album Jools Holland and the Millionaires.

## Carriera

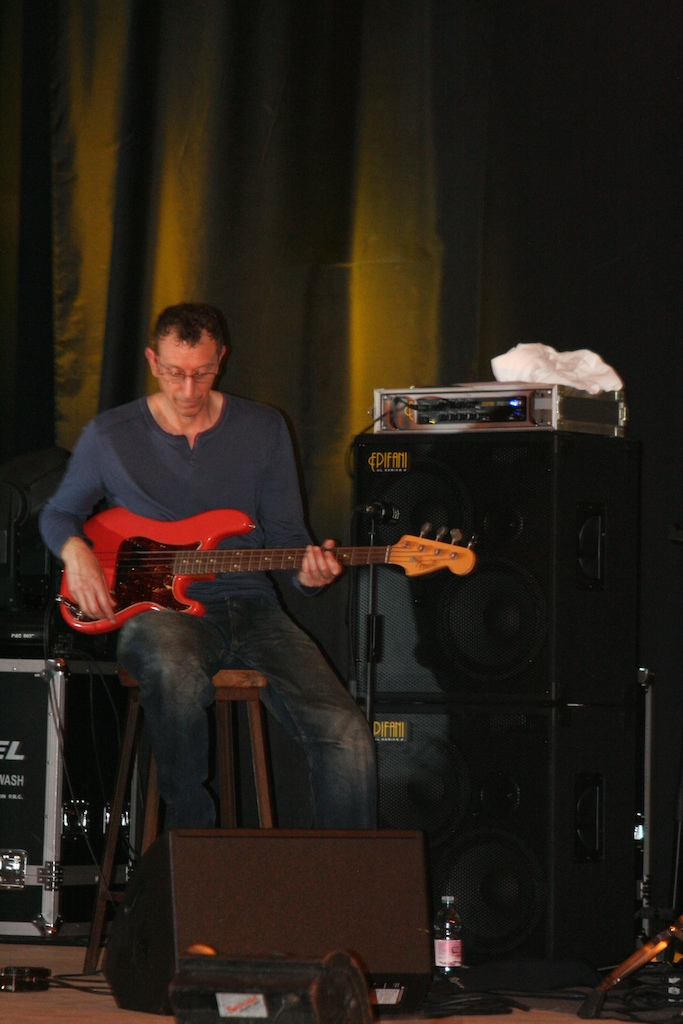
Pino Palladino nel 2008

Negli anni ottanta, Palladino ottenne la notorietà suonando il basso fretless con molti artisti come Gary Numan, Paul Young, David Gilmour, Tears for Fears, Go West, David Knopfler, Chris Botti e Don Henley. Negli anni novanta suona con Melissa Etheridge, Rick Wright, Pino Daniele (nell'album Bonne soirée del 1987), Edoardo Bennato (nell'album OK Italia del 1987), Pino Mango, Raf, Claudio Baglioni (nell’album Oltre del 1990), D'Angelo, Elton John, Eric Clapton, Mike Lindup e Massimo Di Cataldo. 
Nel 2000 partecipa alla realizzazione dell'album Mama's Gun, di Erykah Badu.
Nel 2001 collabora con Zucchero Fornaciari nella realizzazione dell'album Shake dell'artista emiliano.
Nel 2002 figura fra gli strumentisti accreditati nell'album Charango del gruppo musicale britannico Morcheeba. Nello stesso anno è diventato membro dei The Who nel 2002 dopo la prematura scomparsa di John Entwistle. Ha suonato con la band inglese per tutti gli anni a seguire in numerosi live.
Insieme a Phil Collins, ha fatto parte della formazione invitata a suonare per la festa dei cinquant'anni di regno della regina Elisabetta II, con Paul McCartney, Eric Clapton, Cliff Richard e Tony Bennett.
Nel 2003 ha suonato con Simon and Garfunkel nel loro tour Old Friends. Ha suonato anche con Pino Daniele, col quale condivideva il tifo per l'Everton e per il Napoli.
Nell'estate del 2005 Palladino è stato in tour con Jeff Beck, accompagnandolo in numerose date internazionali.
Dalla sua formazione, nel 2005, è membro del John Mayer Trio (formato da John Mayer, Steve Jordan e Palladino). Il trio si è esibito in un live a Los Angeles l'8 dicembre 2007. Il concerto è stato registrato al Los Angeles Nokia Theatre (con la regia di Danny Clinch) ed il ricavato è stato devoluto a numerosi enti benefici della città. Inoltre, ha collaborato con Mayer in diversi live e nella realizzazione dei suoi album in studio.
Il 7 febbraio 2010 è tornato a suonare con The Who in occasione del Super Bowl XLIV al Sun Life Stadium (già Dolphin Stadium) di Miami di fronte a 76.500 spettatori.
Nel 2013 inizia una collaborazione con i Nine Inch Nails con cui registra alcune tracce dell'album Hesitation Marks, unendosi anche alla line-up della band negli show dal vivo.
Divenuto famoso nell'ambiente con il suo tipico tocco melodico sul fretless StingRay del 79, negli anni ha saputo cambiar pelle e stili musicali, arrivando ad essere considerato uno dei migliori e più influenti bassisti della scena internazionale. Anche la strumentazione odierna differisce avendo adottato strumenti Fender quali il Precision e il Jaguar. L'amplificazione usata è Epifani di cui è endorser, ma spesso utilizza anche due testate Ampeg SVT-VR abbinate a due cabinet Ampeg SVT-810AV e sistemi di amplificazione Ashdown e Fender.
Fender, nel 2005, ha realizzato il Fender Pino Palladino Custom Shop Precision Bass. Questo strumento è stato costruito ispirandosi a due bassi che Palladino ha spesso adoperato negli anni. Il body, disponibile esclusivamente nella colorazione Faded Fiesta Red, riprende il colore di un Precision del 1961 di Pino Palladino, mentre il manico si rifà ad un Precision del 1963. Palladino, inoltre, adopera quasi esclusivamente bassi equipaggiati con corde flatwound, (in particolare le Thomastik-Infeld flat-wound bass strings).

## Stile e strumentazione
Più famoso il suo utilizzo del basso fretless, ma il Fender Precision Bass è lo strumento più utilizzato da Pino.

## Discografia

### Con David Knopfler
- 1983 Release
- 1985 Behind the Lines
- 1987 Cut the Wire

### Con Don Henley
- 1984 Building the Perfect Beast
- 1989 The End of the Innocence

### Con Go West
- 1985 Go West
- 1987 Dancing on the Couch

### Con Elton John
- 1985 Ice on Fire
- 1992 The One

### Con John Mayer
- 2005 Try! (as the John Mayer Trio)
- 2006 Continuum
- 2009 Battle Studies
- 2017 The Search for Everything
- 2021 Sob Rock

### Con Jeff Beck
- 1999 Who Else!
- 2006 Official Bootleg USA '06
- 2010 Emotion & Commotion

### Con D'Angelo
- 2000 Voodoo
- 2014 Black Messiah

### Con The Gaddabouts
- 2011 The Gaddabouts
- 2012 Look Out Now!

### Con The Who
- 2006 Endless Wire
- 2014 Quadrophenia Live in London
- 2015 Live in Hyde Park
- 2017 Live at the Isle of Wight 2004 Festival
- 2019 WHO

### Con Paul Young
- 1983 No Parlez
- 1985 The Secret of Association
- 1986 Between Two Fires
- 1990 Other Voices
- 1993 The Crossing

### Con Eric Clapton
- 1989 Journeyman
- 1998 Pilgrim
- 2001 Reptile
- 2004 Me and Mr. Johnson
- 2005 Back Home
- 2006 The Road to Escondido (with J. J. Cale)

### Con Ed Sheeran
- 2017 ÷
- 2019 No. 6 Collaborations Project